# Edward Stanley, 17:e earl av Derby

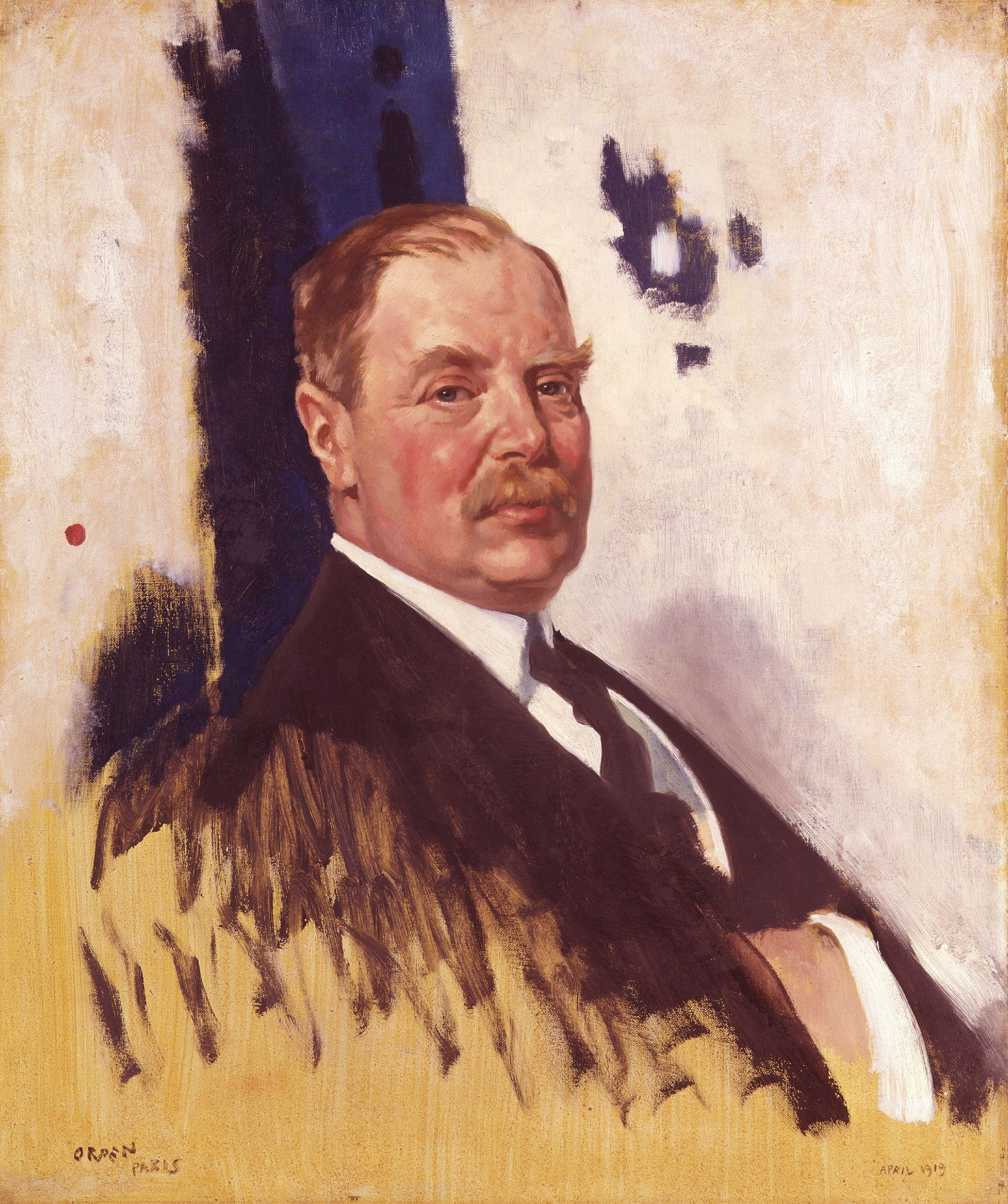
Edward Stanley, 17:e earl av Derby, målning av William Orpen.

Edward George Villiers Stanley, 1893-1908 lord Stanley, därefter 17:e earl av Derby, född 4 april 1865 i London, död 4 februari 1948 på Knowsley Hall nära Liverpool, var en brittisk politiker. Han var son till Frederick Stanley, 16:e earl av Derby och dotterson till George Villiers, 4:e earl av Clarendon.
Stanley invaldes i underhuset 1892 som konservativ ledamot. Han var finanssekreterare i krigsdepartementet 1900-1903 och postminister 1903-1905. I första världskrigets koalitionsministärer innehade han flera ansvarsfyllda poster, som chef för arméns rekrytering 1915-1916, undersekreterare i krigsdepartementet 1916 och krigsminister 1916-1918. 1916-1918 var Derby brittisk ambassadör i Paris. I Andrew Bonar Laws och Stanley Baldwins ministärer 1922-1924 var Derby åter krigsminister.

## Familj
Stanley gifte sig 1889 med lady Alice Montagu (1867-1957), dotter till William Drogo Montagu, 7:e hertig av Manchester. De fick barnen:
- Lady Victoria Alice Stanley (1892-1927), gift med den liberale politikern Neil Primrose
- Edward Montagu Cavendish Stanley, lord Stanley (1894-1938), konservativ politiker
- Oliver Frederick George Stanley (1896-1950), konservativ politiker